# Hyposidra lutosaria
Hyposidra lutosaria là một loài bướm đêm trong họ Geometridae.